# Metarski sistem
Metarski sistem jedinica je uređeni skup mernih jedinica, nastao u Francuskoj 1795. godine, kako bi se stvorio sistem mernih jedinica „za sva vremena, za sve narode”, za razliku od dotadašnjih, koje su se oslanjale na prisilu (autoritet) i često se menjale s promenom vlasti ili vladara. Namera je bila da se merne jedinice baziraju na prirodnim pramerama, da se odabere za svaku veličinu po jedna jedinica, a od nje decimalnim postupkom stvore veće i manje jedinice. Za jedinicu dužine odabran je 40-milioniti deo zapremine meridijana, nazvan metar (zapravo započelo se sa 10-milionitim delom dužine meridijana koji iz Severnog pola ide do ekvatora i prolazi kroz Pariz), a iz njega sledi jedinica površine kvadratni metar i jedinica zapremine kubni metar. Za jedinicu mase (tada se nazivala težinom) odabrana je masa kubnog centimetra vode, nazvana gram, a naknadno se ustalila hiljadu puta veća jedinica, kilogram. Iz decimalnih jedinica metarskog sistema razvile su se i neke jedinice s posebnim nazivima, na primer ar, hektar, litra, tona.
Metarski sistem jedinica razvijao se i proširivao tokom 19. veka, pojedine su jedinice dobijale posebne nazive (amper, om, volt, vat i druge), a iz njega je 1901. nastao Điorđijev sistem ili MKSA-sistem, osnovan na jedinicama metar, kilogram, sekunda i amper, iz kojeg se razvio današnji Međunarodni sistem jedinica.

## Međunarodni sistem mernih jedinica
Međunarodni sistem mernih jedinica ili međunarodni sistem jedinica (skraćeno SI prema francuskom nazivu Système International d'Unités) je sistem mernih jedinica čija je upotreba zakonom propisana u svim državama sveta osim SAD-a, Liberije i Mjanmara.
Merne jedinice u međunarodnom sistemu se definišu u Međunarodnom birou za tegove i mere (fr. Bureau International des Poids et Mesures) sa sedištem u Sevresu kraj Pariza. Biro je osnovan 1875, kada je 17 država potpisalo Dogovor o metru (fr. Convention du Mètre). U Jugoslaviji je međunarodni sistem uveden u upotrebu 1. januara 1981, čime su neke do tada korištene jedinice postale nezakonite.
Jedinice međunarodnog sistema (jedinice SI) se dele na:
- osnovne jedinice SI
- izvedene jedinice SI s posebnim nazivima i znakovima
- izvedene jedinice SI bez posebnih naziva i znakova

Kategorija dopunskih jedinica u kojoj su bili radijan i steradijan ukinuta je 1995, čime su te jedinice postale izvedene jedinice SI s posebnim nazivima i znakovima.

## Incidenti konfuzije simbola, konverzije i izračunavanja
Dualna upotreba ili konfuzija između metričkih i nemetričkih jedinica i konfuzija metričkih simbola rezultirala je brojnim ozbiljnim incidentima. Ovi uključuju:
- Zbog ozbiljnih grešaka u lečenju koje su rezultat konfuzije između mg i μg, doze manje od jednog miligrama moraju biti izražene u potpunosti napisanim mikrogramima (simbol μg je zabranjen) u Škotskoj zdravstvenoj službi.[2]
- Let aviona kompanije American International Airways iz Majamija, Florida za Majkuetiu, Venecuela, dana 26. maja 1994. godine bio je pretovaren. Stepen pretovara bio je u konzistentan sa pogrešnim čitanjem kopnene posade, koja je poistovetila kilogramske oznake na teretu sa funtama.[3]
- Godine 1999, Institut za praksu bezbednih lekova je izvestio da je konfuzija između grejna i grama dovela do toga da je pacijent primao fenobarbital 0,5 grama umesto 0,5 grejna (0,032 grama) nakon što je lekar pogrešno pročitao recept.[4]
- Kanadska nesreća „Gimli jedrilice” iz 1983. godine, kada je avion Boing 767 ostao bez goriva usred leta zbog dve greške prilikom izračunavanja zaliha goriva prvog aviona Er Kanade koristeći metričke mere: mehaničari su pogrešno izračunali količinu goriva potrebnog avionu usled njihovog nepoznavanja metričkih jedinica.[5]
- Osnovni uzrok gubitka Nasinog Marsovog klimatskog orbitera vrednog US $125 miliona 1999. godine bila je neusklađenost jedinica - inženjeri svemirske letelice izračunali su potisne sile potrebne za promene brzine pomoću američkih uobičajenih jedinica (lbf), dok je tim koji je izgradio potisnike očekivao vrednosti u metričkim jedinicama (Ns) prema dogovorenoj specifikaciji.[6][7]

## Tabela konverzije
Tokom svoje evolucije, metrički sistem je usvojio mnoge merne jedinice. Uvođenje SI je racionalizovalo način na koji su merne jedinice definisane, kao i listu jedinica u upotrebi. One su sada katalogizovane u zvaničnoj brošuri SI. Donja tabela navodi jedinice mere u ovom katalogu i prikazuje faktore konverzije koji ih povezuju sa ekvivalentnim jedinicama koje su bile u upotrebi uoči usvajanja SI
| Veličina                       | Dimenzija | SI jedinica i simbol            | Stara jednica i simbol                           | Konverzija factor              |
| ------------------------------ | --------- | ------------------------------- | ------------------------------------------------ | ------------------------------ |
| vreme                          |           | sekunda ()                      | sekunda ()                                       | 1                              |
| Dužina                         |           | metre ()                        | centimetar (cm) angstrem (Å)                       | 0,01 10−10                     |
| Masa                           |           | kilogram ()                     | gram ()                                          | 0,001                          |
| Električna struja              |           | amper ()                        | internacionalni amper abamper ili biot statamper | 1,000022 10,0 3,335641 × 10-10 |
| Temperatura                    | Θ         | kelvin (K) stepen Celzijusa (°) | Celzijus (°)                                     | [] = [°] + 273,15 1            |
| Jačina svetlosti               | J         | kandela ()                      | internacionalna kandela                          | 0,982                          |
| Količina supstance             |           | mol ()                          | Nema nasleđene jedinice                          | n/a                            |
| Površina                       | 2         | kvadratni metar (2)             | ar (a)                                            | 100                            |
| Ubrzanje                       | −2        | (−2)                            | gal (gal)                                        | 10−2                           |
| Frekvencija                    | −1        | herc ()                         | ciklusa po sekundi                               | 1                              |
| Energija                       |           | džul ()                         | erg ()                                           | 10−7                           |
| Snaga                          |           | vat (W)                         | () konjska snaga (ks) (PS)                       | 10−7 745,7 735,5               |
| Sila                           | −2        | njutn ()                        | din (dyn) sten (sn) kilopond ()                       | 10−5 103 9,80665               |
| Pritisak                       |           | paskal ()                       | barija (Ba) peza (pz) atmosfera ()                   | 0.1 103 1,01325 × 105          |
| Električni naboj               |           | kulon (C)                       | abkulon statkulon ili franklin                   | 10 3,335641 × 10-10            |
| Razlika potencijala            |           | volt ()                         | internacionalni volt abvolt statvolt             | 1,00034 10−8 2,997925 × 102    |
| Kapacitet                      |           | farad ()                        | abfarad statfarad                                | 109 1,112650 × 10-12           |
| Induktanca                     |           | henri ()                        | abhenri stathenri                                | 10−9 8,987552 × 1011           |
| Električna otpornost           |           | om (Ω)                          | internacionalni om abom statom                   | 1,00049 10−9 8,987552 × 1011   |
| Električna provodljivost       |           | simens ()                       | internacionalni mho (℧) absimens statmho         | 0,99951 109 1,112650 × 10-12   |
| Magnetski fluks                |           | veber ()                        | maksvel ()                                       | 10−8                           |
| Gustina magnetnog fluksa       |           | tesla ()                        | gaus ()                                          | 10−4                           |
| Jačina magnetnog polja         | −1        | ()                              | ersted ()                                        | 103⁄4π = 79,57747              |
| Dinamička viskoznost           |           | ()                              | puaz ()                                          | 0,1                            |
| Kinematička viskoznost         |           | ()                              | stoks ()                                         | 10−4                           |
| Svetlosni fluks                |           | lumen ()                        | stilb ()                                         | 104                            |
| Osvetljenje                    | −2        | luks ()                         | fot ()                                           | 104                            |
| Radioaktivna aktivnost         | −1        | bekerel ()                      | kiri ()                                          | 3,70 × 1010                    |
| Apsorbovana (radijaciona) doza | L2T−2     | grej (Gy)                       | rad (rad)                                        | 0.01                           |
| Ekvivalentna doza radijacije   |           | sivert                          |                                                  | 0,01                           |
| Katalitička aktivnost          | −1        | katal ()                        | enzimska jedinica()                              | 1/60                           |

SI brošura takođe navodi određene ne-SI jedinice koje se široko koriste u SI u pitanjima svakodnevnog života ili jedinice koje su tačno definisane vrednosti u smislu SI jedinica i koje se koriste u posebnim okolnostima da zadovolje potrebe komercijalnih, pravnih ili specijalizovanih naučnih interesa. Ove jedinice uključuju:

| Veličina      | Dimenzija | Jedinica i simbol                | Ekvivalencija                  |
| ------------- | --------- | -------------------------------- | ------------------------------ |
| Masa          |           | tona ()                          | 1.000                          |
| Površina      | 2         | hektar ()                        | 0,01 2 104 2                   |
| Zapremina     | 3         | litar ( ili )                    | 0,001 3                        |
| Vreme         |           | minut (min) sat (h) dan ()           | 60 3600 s 86.400               |
| Pritisak      |           |                                  | 100                            |
| Planarni ugao | nijedna   | stepen (°) minut (′) sekunda (″) | (π⁄180) (π⁄10.800) (π⁄648.000) |